# Dialektrim
Ett dialektrim är ett rim som rimmar på en viss dialekt, men inte på en annan. Dialektrim är vanliga eftersom diktare som talar samma språk inte nödvändigtvis behöver tala samma dialekt, och på amerikansk sydstatsdialekt kan därför t.ex. morning rimma på dawning, vilka inte rimmar i många andra amerikanska dialekter. Johann Wolfgang von Goethe kunde på samma sätt rimma neigen på reichen och gehen på schön på sin tyska Frankfurt-dialekt, men som inte rimmar på standardhögtyska.

Bland svenskspråkiga diktare förekommer också dialektrim, t.ex. rimmar Oscar Levertin bedja på städja, ett s.k. stockholmsrim. Erik Axel Karlfeldt, som kom från Dalarna, rimmar blåst på frost, och Esaias Tegnér högt på besökt.